# 14. арондисман Париза
14. арондисман Париза, (званично назван „арондисман Опсерваторије“, по Париској опсерваторији),  је један од 20 арондисмана главног града Француске. Налази се на левој обали реке Сене и обухвата већи део округа Монпарнас . Иако је данас Монпарнас најпознатији по свом небодеру Торањ Монпарнассе и његовом главном железничком терминалу Гаре Монпарнас, оба се заправо налазе у суседном 15. арондисману . Округ је традиционално био дом многих уметника, као и бретонске заједнице, која је стигла почетком 20. века након стварања железничке станице на Монпарнасу.

## Географија
Површина овог арондисмана је 5.621 км2 или 1.389 хектара.

## Демографија
14. арондисман је достигао врхунац становништва 1954. године када је имао 181.414 становника. И даље има високу густину становништва и пословне активности са 132.844 становника и 71.836 радних места од последњег пописа, 1999. године.

### Историја становништва
| Година (француски пописи)    | Популација | Густина (ст. по км2) |
| ---------------------------- | ---------- | -------------------- |
| 1872. године                 | 69,611     | 12,384               |
| 1954. (врхунац становништва) | 181,414    | 32,274               |
| 1962. године                 | 178,149    | 31,693               |
| 1968                         | 167,093    | 29,727               |
| 1975. године                 | 149,137    | 26,532               |
| 1982                         | 138,596    | 24,657               |
| 1990                         | 136,574    | 24,297               |
| 1999                         | 132,844    | 23,634               |
| 2009                         | 137,189    | 24,324               |

## Економија
Аеродроми Париа има седиште у арондисману.  Поред тога , Недељна оперативна компанија Ле Поинт, компанија која управља Ле Поинтом, има седиште у округу. 
СНЦФ, француска железничка компанија, раније је имала седиште на Монпарнасу и у 14. арондисману.  

## Влада и инфраструктура
Затвор Ла Санте, којим управља Министарство правде, налази се у арондисману.
Седиште Агенције за француско образовање у иностранству, француске међународне школске мреже, налази се у арондисману. 

## Култура
Седиште Међународне астрономске уније налази се на другом спрату Париског института за астрофизику.  Позориште Рив Гауш се налази на адреси 6, улици Гаите. Неколико галерија савремене уметности такође се налази у 14. арондисману, као што су Фондација Картије за примењену уметност, Музеј Адзак и Галерија Монпарнаса .

## Град

### Места од интереса
- Музеј париских катакомби
- Статуа Мигуела Сервета
- Монпарнас
- Париска опсерваторија
- Торањ Монпарнас

### Главне улице и тргови
- Улица Деламбре
- Трг Едгар Квинет
- Булевар Монпарнаса